# Cooperació
La cooperació és la posada en comú de mètodes per assolir uns objectius que satisfacin les necessitats del col·lectiu. En la cooperació l'èxit d'un depèn sempre i en tota manera de l'èxit dels altres, es treballa unint esforços i aprofitant els diferents talents de cada integrant del grup, i es diferencia de la competència en el fet que en aquesta es treballa de forma independent i isolada per tal d'assolir un objectiu abans que ho faci un altre individu.
Tanmateix, la cooperació pot ser forçada o voluntària, i en conseqüència els individus o els grups poden acabar cooperant encara que no tinguin res en comú. Exemples d'això es poden trobar en el comerç, en les batalles militars, en els llocs de treball, a les escoles, a les presons i en general en totes aquelles institucions de les que els individus, de forma voluntària o obligada, formen part.

## Cooperació vs. Competència
Si bé la cooperació suposa l'antítesi de la competència, la necessitat o el desig de competir pot acabar portant els diferents individus a cooperar entre ells per tal de formar una força competitiva de majors dimensions i possibilitats d'èxit.
Algunes formes de cooperació són considerades il·legals en algunes jurisdiccions perquè limiten la possibilitat de creixement i de desenvolupament d'un grup o de la societat en general. A aquest tipus de cooperació se la considera èticament reprovable i econòmicament ineficient, i així, la cooperació per formar càrtels, monopolis o per fixar preus pot ser il·legal.

## Cooperació vs. Dominació
El paradigma de la dominació, que dona importància a l'individu que sobresurt per sobre dels altres, ha estat històricament el model tradicional majoritari a Europa. Es basa en una visió competitiva del món i en la jerarquia: els més valuosos dominen els inferiors i la manera d'aconseguir llibertat i autonomia és tenir més valor per estar al damunt de la piràmide de poder, dominant els altres. L'ordre social resultant es caracteritza així pel poder d'uns grups sobre altres, que veuen com a "natural" la situació a la que viuen i no com a processos històrics de creació de relacions dominants. En moltes cultures, el model de dominació és qüestionat pel de cooperació, al qual tothom és diferent i té el mateix valor.

## El Dilema del Presoner
En molts casos tot i que tots els membres d'un grup es beneficiarien de la cooperació entre ells, l'interès particular pot desafavorir la cooperació. El dilema del presoner estudia i analitza aquest problema, i ha donat lloc a extensos estudis sobre la matèria del comportament humà. Els resultats de força experiments econòmics mostren que sovint els humans actuen de forma més cooperativa del que la lògica de l'estricte interès particular faria pensar.
Una raó per explicar això es trobaria en la necessitat de repetir el joc, o una situació concreta del joc de cooperació-competició, en el que dos individus interaccionen. La repetició d'una mateixa situació en què s'ha d'escollir entre cooperar o competir fa que la competència sigui més castigada i la cooperació més recompensada.
Hi ha científics que consideren que aquesta podria ser una de les raons pel desenvolupament de comportaments socials i emocionals complexos en els animals superiors. Una altra raó podria ser que els éssers humans són éssers cooperatius per naturalesa, que almenys d'infants i normalment de grans no poden viure sense cooperar entre ells. Si bé també és cert que amb el creixement van guanyant graus d'independència i amb ells opcions d'escollir les diferents formes de cooperació.
Hi ha quatre condicions que acostumen a ser necessàries perquè es desenvolupi el comportament cooperatiu entre dos individus:
- L'existència de desitjos o necessitats compartides.
- La possibilitat de futurs encontres amb el mateix individu.
- El record d'encontres passats amb aquell individu.
- Un valor associat a futurs resultats.